# Cyrtandra bullata
Cyrtandra bullata är en tvåhjärtbladig växtart som beskrevs av Rudolf Schlechter. Cyrtandra bullata ingår i släktet Cyrtandra och familjen Gesneriaceae. Inga underarter finns listade i Catalogue of Life.